# Albert (Kansas)
Albert város az USA Kansas államában. Lakosainak száma 132 fő (2020. április 1.).

## Népesség
A település népességének változása:

| 2010 | 175 |
| 2020 | 132 |